# Liste der Kulturdenkmäler in Bechhofen (Pfalz)
In der Liste der Kulturdenkmäler in Bechhofen sind alle Kulturdenkmäler der rheinland-pfälzischen Ortsgemeinde Bechhofen aufgeführt. Grundlage ist die Denkmalliste des Landes Rheinland-Pfalz (Stand: 31. August 2023).

## Einzeldenkmäler
| Bezeichnung                         | Lage                      | Baujahr                    | Beschreibung                                                                                                  | Bild                           |
| ----------------------------------- | ------------------------- | -------------------------- | --- | ------------------------------ |
| Hofanlage                           | Altestraße 7 Lage         | 1859                       | Dreiseithof; Quereinhaus, bezeichnet 1859, zwei Wirtschaftstrakte, 1887                                       | Fotos hochladen                |
| Wohnhaus                            | Brunnenpfad 3 Lage        | 1848                       | Wohnhaus einer Hofanlage; klassizistischer Krüppelwalmdachbau, bezeichnet 1848; Gesamtanlage mit Stallscheune | BW                             |
| Quereinhaus                         | Ebertstraße 2 Lage        | 1877                       | Quereinhaus, bezeichnet 1877                                                                                  | BW                             |
| Quereinhaus                         | Hauptstraße 82 Lage       | um 1870/80                 | Quereinhaus, um 1870/80                                                                                       | BW                             |
| Katholische Pfarrkirche St. Michael | Rosenkopfer Straße 5 Lage | 1920–30                    | zweischiffiger romanisierender Bruchsandsteinbau, 1920–30, Architekt Albert Boßlet                            | weitere Bilder Fotos hochladen |
| Quereinhaus                         | Rosenkopfer Straße 7 Lage | Mitte des 19. Jahrhunderts | Quereinhaus, nach der Mitte des 19. Jahrhunderts                                                              | BW                             |
| Evangelische Kirche                 | Wilhelmstraße 6 Lage      | 1959–62                    | Bruchsteinsaal, 1959–62                                                                                       | weitere Bilder Fotos hochladen |